# Barcelona Esportivo Capela
O Barcelona Esportivo Capela (mais conhecido como Barcelona de Capela ou Barcelona-SP) é um clube brasileiro de futebol sediado na cidade de São Paulo. Foi fundado em 20 de janeiro de 2004 e suas cores são vermelho, azul e amarelo, inspiradas no Barcelona da Catalunha, na Espanha.
O clube foi responsável por revelar o jogador brasileiro naturalizado espanhol, Diego Costa.

## História
O Barcelona Esportivo Capela foi fundado em 20 de janeiro de 2004. O time estreou nas divisões inferiores do Campeonato Paulista na Série B2 daquele mesmo ano, jogando sua primeira partida em 17 de abril, um empate de 1 a 1 contra o tradicional Jabaquara. A equipe mandou seus jogos no Estádio Capelão e por pouco não se classificou para a segunda fase daquele campeonato.
No ano seguinte o time passou a mandar suas partidas na cidade de Ibiúna graças a uma parceria com a prefeitura da cidade. O time permaneceu jogando no Estádio Marcus Eduardo Carvalho Truvilho até 2007. Nessas três temporadas, todas na recém-criada Segunda Divisão Paulista, a equipe paulistana nunca passou da primeira fase. A performance foi muito abaixo do esperado e o Elefante conquistou apenas oito vitórias em 40 partidas disputadas.
Em 2008, o time se afastou do campeonato, voltando em 2009. Nesse ano, a ideia era jogar no Estádio Aníbal de Freitas, pertencente ao Clube Guapira, localizado na Zona Norte da capital paulista. Por problemas com laudos, o clube jogou ali poucas vezes, chegando a mandar jogos também no Estádio Nicolau Alayon e também no Estádio Ulrico Mursa, em Santos. A campanha ruim, somada com a falta de um local fixo para atuar como mandante, fez com que o time novamente se afastasse do profissionalismo. Em 2010 Foi Campeão Universal. Nos anos seguintes, a equipe disputou apenas alguns campeonatos de base. A aguardada volta do time ao futebol profissional aconteceu na temporada de 2015, outra vez na Segunda Divisão do Campeonato Paulista da FPF. A equipe paulistana fez parte do Grupo 2 da competição, junto com Internacional de Bebedouro, Elosport, Lemense, Olímpia, Amparo, São Carlos, Olé Brasil, Palmeirinha e Desportivo Brasil. O time também votou a atuar na cidade de São Paulo, no Estádio Nicolau Alayon.
No ano seguinte, em 2016, a equipe disputou novamente alguns campeonatos de base e nos campeonatos profissionais o time disputou a Segunda Divisão do Campeonato Paulista. A equipe fez um bom campeonato comparado aos anos anteriores, alcançando 12 pontos em 14 jogos com três vitórias, três empates e oito derrotas. O time mandou seus jogos no Estádio Conde Rodolfo Crespi.
Em 2017, a equipe disputou alguns campeonatos de base e a Segunda Divisão do Campeonato Paulista. Este último foi disputado por jogadores sub-23, podendo ter apenas três jogadores profissionais. O time jogou no Estádio Nicolau Alayon, em São Paulo, e fez uma campanha quase igual a campanha de 2015. A equipe somou 8 pontos em 14 jogos com uma vitória (na última rodada da fase de grupos), cinco empates e oito derrotas. A equipe ficou em último no grupo 3 mas não desanimou e foi confirmada no Campeonato Paulista de Futebol da Segunda Divisão na edição de 2018.
Apesar de todas as dificuldades, o maior destaque da história do time foi ter revelado o jogador brasileiro naturalizado espanhol Diego Costa.

## Estatísticas

### Participações
| Aumento | Promovido à divisão superior  |
| Baixa   | Rebaixado à divisão inferior  |
| Inativo | Licenciamento no ano seguinte |

|  | Participações em 2024 |

| Competição | Competição                            | Temporadas | Melhor campanha            | Anos                              | A | R |
| São Paulo  | Campeonato Paulista - Série A4        | 12         | 25º colocado (2016)        | 2005-2007 , 2009 e 2015-2021 2023 | – | 1 |
| São Paulo  | Campeonato Paulista - Segunda Divisão | 2          | 17º colocado (2004 e 2024) | 2004 e 2024                       | – |   |

### Últimas dez temporadas
Legenda:
| Campeão Vice-campeão Eliminado nas semifinais | Campeão e promovido à divisão superior Vice-campeão e/ou promovido à divisão superior Rebaixado à divisão inferior | Classificado à fase de grupos da Copa Libertadores Classificado à fase preliminar da Copa Libertadores Classificado à Copa Sul-Americana |

## Elenco atual
Predefinição:Elenco atual do Barcelona Esportivo Capela